# Toute la vérité (série télévisée)
Ne doit pas être confondu avec Toute la vérité (série télévisée allemande).
Toute la vérité est une série télévisée judiciaire québécoise en 92 épisodes de 45 minutes créée par Annie Piérard et Bernard Dansereau, diffusée entre le 1er février 2010 et le 24 novembre 2014 sur le réseau TVA.
Elle devait d'abord être diffusée les jeudis à partir du 28 janvier 2010, mais des changements de cases horaires ont déplacé la série les lundis.

## Synopsis
Les procureurs de la Couronne vivent dans un monde où les enjeux sont naturellement élevés. C’est un monde où les agressions sexuelles existent, où le meurtre existe, où les braquages de domicile existent. C’est un monde dangereux qui présente des défis immenses, à la fois brutaux et complexes. Mais loin d’en faire un constat accablant, Toute la vérité présente des hommes et des femmes de courage, qui ont des ressources pour y faire face.

## Distribution
- Hélène Florent : Me Brigitte Desbiens, procureure aux assises, ex-conjointe de Samuel, en couple avec Patrice
- Denis Bouchard : Me Marc Hamelin, ex-procureur en chef aux assises, conjoint de Lauriane
- Émile Proulx-Cloutier : Me Maxime Cadieux, procureur en chambre de la jeunesse, ex-conjoint de Geneviève, père adoptif de Florence et en couple avec Julie
- Éric Bruneau : Me Sylvain Régimbald III, procureur, en couple avec Véronique
- Patrice Robitaille : Me Samuel Sabatier (†), avocat de la défense, ex-conjoint de Brigitte, père d'Antoine
- Maude Guérin : Me Dominique Lavergne (†), procureure-chef, conjointe d'Anaïs et mère d'Hippolyte
- Julie Le Breton : Me Véronique Côté, procureure, conjointe de Sylvain
- Geneviève Brouillette : Lisanne Hébert, journaliste judiciaire, meilleure amie de Brigitte
- Angèle Coutu : Simone Desbiens (†), mère de Brigitte
- Jacques Godin : Julius Desbiens, père de Brigitte, souffrant de la maladie d'Alzheimer
- Catherine Proulx-Lemay : Violaine Desbiens, sœur cadette de Brigitte
- Sylvie Boucher : Lucie Blanchette, greffière, ex-maîtresse du juge Moreau, puis ex-conjointe de Marc
- Robert Marien : Juge Jean-François Moreau (†)
- Jean-Nicolas Verreault : Me Luc Prégent, avocat de la défense, meilleur ami de Samuel
- Alexandre Bacon : Antoine Sabatier, fils de Samuel
- Alice Morel-Michaud : Chloé Arsenault
- Stephane Gagnon : Juge Simon Auclair
- Roxanne Boulianne : Anne-Marie Auclair, épouse du juge Auclair
- Lorrah Cortesi : Julia Marques, archiviste judiciaire
- Salomé Corbo : Anaïs Duguay, enquêtrice, conjointe de Dominique et mère d'Hippolyte
- Marcel Sabourin: Juge Sylvain Régimbald Junior, ancien juge à la cour suprême, père adoptif de Sylvain et époux de Marie-Louise
- Marc Messier: Me Belhumeur, père biologique de Sylvain
- Louise Portal : Marie-Louise Régimbald, épouse de Junior, mère de Sylvain
- Catherine Bérubé : Geneviève Daigneault (†), ex-conjointe de Maxime, mère de Florence
- Noémie Coté : Florence LeSieur-Cadieux, fille de Geneviève et de Pierre-Luc. Adoptée par Maxime après la mort de sa mère
- Alexis Lefebvre : Pierre-Luc LeSieur (†), père biologique de Florence
- Michel Daigle : Gérard LeSieur, père de Pierre-Luc, grand-père de Florence
- Francine Ruel : Hélène LeSieur, mère de Pierre-Luc, grand-mère de Florence
- Isabelle Vincent : Me Yolande Trottier, ancienne flamme de Marc
- Danielle Ouimet : Madame Vitelli
- France Parent : Doriane Boulay
- Normand Canac-Marquis : Me Paul Gagnon, procureur chef. Père de Ludovic
- Laurent-Christophe De Ruelle : Ludovic Hervieux-Gagnon, fils de Me Gagnon, schizophrène lourd
- Danièle Panneton : Martine Léa Hervieux (†), mère de Ludovic, assassinée par ce dernier lors d'une crise de schizophrénie
- Anne-Élisabeth Bossé : Me Lauriane Bernier, avocate de la défense, conjointe de Marc
- Roger Léger : Me Gonzague (aucun prénom mentionné)
- Kevin Parent : Patrice Martel, enquêteur, en couple avec Brigitte[3] (saison 4.5)
- Geneviève Rioux : Me Julie St-Pierre[3], procureure qui a commencé ses études sur le tard, mère de Lauriane et en couple avec Maxime (saison 4.5)
- Marc Fournier : Stéphane
- Antoine Durand : Juge Marchand
- Guylaine Tremblay : Juge Vallières
- Sarah Dagenais-Hakim : Mariève
- Alice Pascual :

## Fiche technique
- Auteurs principaux : Annie Piérard et Bernard Dansereau
- Coscénaristes : Jacques Diamant, Patrick Lowe, Sylvain Ratté, Guylaine Bachand, Julie Hivon
- Réalisatrices : Lyne Charlebois et Brigitte Couture
- Producteur exécutif : Jocelyn Deschênes
- Productrices : Mélanie Lamothe et Sophie Pellerin
- Société de production : Sphère Média Plus

## Épisodes

### Première saison (2010)
1. Dans les bras de Papa
2. Au moins essayer
3. À ne pas mélanger!
4. Le Fizz
5. Statistiques
6. Cause perdue
7. Espace de fuite
8. Imprévu
9. Responsable
10. Sacrifice
11. Près du cœur
12. pas de titre
13. pas de titre
14. pas de titre
15. La tête dans le sable
16. pas de titre
17. pas de titre
18. pas de titre
19. pas de titre
20. pas de titre

### Deuxième saison (2011)
La deuxième saison de vingt épisodes a été diffusée de janvier à mars 2011, puis du 12 septembre au 14 novembre 2011.
1. Mauvais dosage
2. Colères
3. Non, c'est non!
4. Assume!
5. Éruption
6. pas de titre
7. La vraie question
8. Par amour
9. pas de titre
10. pas de titre
11. Des trous dans la mémoire
12. Prise de vue
13. pas de titre
14. Dommages à l'environnement
15. Décrocher
16. Amour à trois
17. Frontières
18. Conversations privées
19. Cartes sur table
20. Pardonner

### Troisième saison (2012)
Les dix premiers épisodes de la troisième saison ont été diffusés du 23 janvier au 26 mars 2012, puis les dix derniers du 17 septembre au 19 novembre 2012.
1. Atomes crochus
2. Mensonges
3. Y'a rien qui arrive pour rien
4. Sans limite!
5. Le saut de l'ange
6. L'enfer
7. Confessions
8. La chasse
9. La face cachée
10. C'est plus fort que moi
11. Ragots
12. Battu(e)
13. Histoires de consentement
14. Mère poule
15. Jury partie 1
16. Jury partie 2
17. Drôle de couple
18. Les voisins
19. Solidarités
20. Chacun pour soi

### Quatrième saison (2013)
Les dix premiers épisodes de la quatrième saison ont été diffusés du 21 janvier au 26 mars 2013, et les dix épisodes restants de septembre au 18 novembre 2013, dont un épisode voit le procès d'Alicia dans la série Yamaska.
1. Bordel
2. Bordel 2
3. Vérité et conséquence
4. Actes similaires
5. Le droit au silence
6. Tout va bien
7. Réconciliation familiales (Yamaska)
8. Infanticide
9. Abus de confiance
10. Participation au crime
11. La honte
12. Ouï-dire
13. Jeux interdits
14. Intimidation
15. Aveuglement
16. Charlatan
17. Charlatan 2
18. Canular
19. Surdose
20. Infidèle

### Cinquième saison (2014)
Les douze épisodes de la cinquième et dernière saison ont été diffusés jusqu'au 24 novembre 2014.
1. Séquelles
2. Passage
3. Blague
4. Deuil
5. Mensonge par omission
6. Dormir debout
7. Les noces
8. Casanova
9. Chiennerie
10. Torture
11. Dérapage
12. Injustice

## Distinctions
- Prix Gémeaux 2011 : Meilleur premier rôle féminin dans une série dramatique pour Maude Guérin
- Prix Gémeaux 2012 : Meilleur rôle de soutien masculin dans une série dramatique pour Jacques Godin